# Oxystophyllum sinuatum
Oxystophyllum sinuatum là một loài thực vật có hoa trong họ Lan. Loài này được (Lindl.) M.A.Clem. mô tả khoa học đầu tiên năm 2003.